# Ånholms sundet
Ånholms sundet är ett sund i Hitis i kommunen Kimitoön i landskapet Egentliga Finland. Sundet sträcker sig omkring 3 kilometer i nordväst-sydostlig riktning och skiljer Bergön i öster med de mindre öarna Ersholmen, Bötesön och Stickelholmarna i väster. I sundets norra inlopp finns ön Ånholmen.
Genom sundet går en 2,4 meter djup utmärkt farled.